# Emma (chanteuse)
Pour les articles homonymes, voir Emma.
Emma, de son nom complet Emma Louise Booth (née le 2 août 1974 à Bridgend) est une chanteuse galloise.

## Source de la traduction
- (en) Cet article est partiellement ou en totalité issu de l’article de Wikipédia en anglais intitulé « Emma (Welsh singer) » (voir la liste des auteurs).